# William Hirons
William Hirons (nacido el 15 de junio de 1871 - 5 de enero de 1958) fue un atleta británico que compitió en los Juegos Olímpicos de 1908 en Londres.
Hiron fue campeón olímpico en el tira y afloja durante los Juegos Olímpicos de Londres 1908. Formó parte del equipo británico de la Ciudad de Policía de Londres que derrotó a Policía de Liverpool en la final.